# 13 (álbum de Blur)
13 es el sexto álbum de estudio de la banda británica de rock alternativo Blur, lanzado el 15 de marzo de 1999. Continuando con el cambio estilístico del britpop, sonido de la carrera inicial de la banda, 13 explora la música experimental, psicodélica y electrónica. La grabación tuvo lugar de junio a octubre de 1998 en Londres y Reikiavik. El álbum marca la salida del productor de toda la vida de la banda, Stephen Street, con su papel siendo ocupado por William Orbit, a quien habían elegido después del lanzamiento del álbum de remezclas, Bustin' + Dronin' (1998). Se informó que las relaciones entre los miembros de la banda eran tensas, y los miembros con frecuencia faltaban a las sesiones. Líricamente, el álbum es significativamente más oscuro e innovador que los esfuerzos anteriores de Blur, y está fuertemente inspirado por la ruptura de Damon Albarn con su novia de hace mucho tiempo, Justine Frischmann, que siguió a una relación cada vez más tensa. Este álbum fue el último en más de una década en presentar la formación original, ya que Coxon dejó la banda durante las sesiones de su próximo álbum Think Tank (2003), pero Coxon volvería para The Magic Whip (2015).
13 fue lanzado el 15 de marzo de 1999 y entró en el UK Albums Chart, llegando a posicionarse en el número uno, convirtiéndolo en el cuarto álbum de estudio consecutivo de Blur en alcanzar esa posición. El álbum fue más tarde certificado platino. 13 también alcanzó el número uno en Noruega y se ubicó entre los 20 primeros en muchos otros países. El álbum produjo tres sencillos: «Tender», «Coffee & TV» y «No Distance Left to Run», que se ubicaron en el puesto 2, 11 y número 14 respectivamente en el UK Singles Chart. 13 recibió críticas favorables y recibió una nominación para el Premio Mercury, así como para el Mejor Álbum en los Premios NME de 2000.

## Trasfondo
El anterior álbum de estudio, Blur (1997), había visto a la banda alejarse del movimiento britpop y adoptar una dirección más influenciada por el rock alternativo, principalmente bajo la sugerencia del guitarrista Graham Coxon. La prensa y la industria habían temido que el cambio de estilo no fuera bien recibido por el público y, por lo tanto, el álbum no tendría éxito comercial como resultado. A pesar de estas preocupaciones, Blur fue un éxito inesperado, particularmente en Estados Unidos, donde el álbum fue certificado Oro en los Estados Unidos. Sin embargo, la banda todavía quería innovar, por lo que decidieron adoptar un sonido diferente. El bajista Alex James declaró: «Creo que tienes que seguir cambiando. Ese tipo de pensamiento fue, en cierto modo, clave».
El líder de la banda Damon Albarn había estado en una relación a largo plazo con Justine Frischmann, vocalista de la banda de britpop Elastica. Su relación fue altamente seguida por el público. Sin embargo, su relación se volvió tensa con el tiempo, razones declaradas que incluyen el deseo de Albarn de tener hijos, así como la amistad continua de Frischmann con su exnovio Brett Anderson de Suede, que había compartido una rivalidad con Albarn. Las letras y la actitud de Albarn habían reflejado esto en los ojos de los otros miembros de la banda, con Coxon señalando: «No tenía mucha idea de que las cosas iban mal entre Damon y Justine, pero probablemente era fácil de adivinar». Después de unas últimas vacaciones juntos en Bali a finales de 1997 en un intento por reavivar su relación, la pareja finalmente se separó. Albarn comentó más tarde: «Esa relación se rompió por completo. Quiero decir, realmente fue un final espectacularmente triste».
Después de su ruptura, Albarn comenzó a compartir piso con el artista Jamie Hewlett a quien había conocido a través de Coxon. Por esta época, Albarn había comenzado a ampliar su producción musical. Mientras estaba trabajando en 13, hubo varios informes de que él y Hewlett estaban trabajando en un proyecto secreto, que resultó ser Gorillaz, una banda virtual. Albarn también comenzó a trabajar en bandas sonoras de películas, incluyendo Ravenous, Ordinary Decent Criminal y 101 Reykjavík.

## Grabación
13 es el primer álbum de Blur sin el productor de toda la vida Stephen Street. En cambio, la banda decidió «unánimemente» que querían que el artista de música electrónica, William Orbit produjera el álbum después de quedar impresionado por su remix de su tema, «Movin' On», incluido en la compilación de remixes, Bustin' + Dronin' (1998). Albarn comentó que «era algo tan personal que necesitábamos tener a alguien que realmente no nos conociera». También describió a Orbit «como un psiquiatra». Cuando se le preguntó si su reemplazo había sido un shock, Street dijo: «Creo que querían estirarse un poco más y, habiendo hecho cinco álbumes conmigo, la mejor manera de hacerlo era trabajar con alguien diferente que se acercara el proyecto de una manera diferente. Lo entiendo perfectamente y ciertamente no me ofendí. Hice cinco álbumes con la banda y debo admitir que pensé que cada uno sería el último porque seguramente querían probar algo nuevo». Albarn describió la decisión de no trabajar con Street como «difícil», y agregó que «siempre será parte de lo que somos, e irónicamente, nos dio las herramientas que necesitábamos para hacerlo solo».
La tensión en el estudio aumentó durante las sesiones de grabación. En palabras de Orbit, «Hubo una batalla entre la dirección más experimental de Damon y la punk de Graham, y Graham prevaleció. Si esa tensión había estado creciendo en álbumes anteriores, llegó a un punto crítico aquí». «Las cosas estaban empezando a desmoronarse entre nosotros cuatro», reveló más tarde el baterista Dave Rowntree. «Fue un proceso bastante triste hacerlo. La gente no asistía a las sesiones, ni aparecía borracha, era abusiva y se marchaba furiosa». «Tengo canciones», Alex James comentó. «Las toqué para William. A él le gustaron. Pero estaba enfurruñado. No las toqué frente a los demás ... Ahora sé cómo se sintió George Harrison». Coxon admitió: «Estuve realmente ahí fuera alrededor del 13, lo que generó un gran ruido, pero probablemente era una mierda estar cerca».
«1992» se había grabado originalmente como una demo en 1992 y se perdió hasta que Albarn lo encontró de nuevo en una cinta seis años después. «Mellow Song» se demostró como una sesión de improvisación conocida como «Mellow Jam» que luego se incluyó como lado B de «Tender».

## Estilo musical y composición
13 ve a la banda alejarse de su pasado britpop hacia un territorio musical más cerebral y denso. Algunas de las canciones, sin embargo, evocan canciones de sus trabajos anteriores, como «Bugman», «Coffee & TV» y «1992». El cerrador instrumental «Optigan 1» se creó utilizando un órgano óptico Optigan. El álbum tiene el estilo de un álbum conceptual suelto, al igual que otros álbumes de Blur, en este caso sobre la vida y las relaciones. Gran parte del álbum se inspiró en la ruptura de Albarn con la cantante de Elastica Justine Frischmann. Dos de los sencillos, «Tender» y «No Distance Left to Run», describen el amor de Albarn por Frischmann y su lucha por seguir adelante. El álbum presenta varias pistas cortas ocultas al final de las canciones, alargando el tiempo de reproducción; ejemplos de esto son «Coffee & TV», «B.L.U.R.E.M.I.», «Battle» y «Caramel», el último de los cuales presenta dos pistas ocultas. El álbum lleva el nombre del estudio de grabación de la banda, así como el número de pistas del álbum (excepto las pistas ocultas).

## Portada y arte
La portada es una parte de una pintura al óleo de Graham Coxon llamada Apprentice. Los sencillos del álbum también tienen una portada de Coxon. Los números 1 y 3 se han pintado para que también formen la letra B, que se revela en la contraportada para ser «Blur». Esto no estaba presente en el Apprentice original, ni tampoco el «brillo» en la cabeza de la figura, que aparece en el 13. Estas adiciones se hicieron mucho después del Apprentice original, que fue pintado en 1996. El logo de la banda no aparece en el álbum de ninguna forma, aparte de una pegatina en el empaque del CD. El logo también está ausente en las portadas individuales.

## Lanzamiento y recepción
13 tiene un índice de aprobación general de 79 sobre 100 en el agregador de reseñas en línea Metacritic basado en 17 reseñas, lo que indica «reseñas generalmente favorables». Tom Doyle de Q llamó a 13 como «un álbum de art rock denso, fascinante, idiosincrásico y logrado», mientras que el entusiasta Brent DiCrescenzo de Pitchfork declaró que «Blur finalmente ha encontrado un sonido que coincide con su nombre». La crítica de PopMatters, Sarah Zupko, elogió el nuevo enfoque musical de Blur y escribió que «demostrando que tienen los atributos de una banda verdaderamente excepcional, Blur ha hecho lo que los grandes han hecho antes que ellos: evolucionar». Rob Sheffield de Rolling Stone calificó el álbum como «su set más descuidado y lúdico, mejorando la mezcla con órgano de iglesia, piano eléctrico y tambores tambaleantes». Jason Draper de Record Collector describió a 13 como una «obra maestra» que podría decirse que es el «mejor trabajo» de la banda.
En una evaluación más mixta, Heather Phares de AllMusic consideró que «las ambiciones del grupo de expandir sus horizontes musicales y emocionales dan como resultado una docena de canciones de panadero a medio cocinar, con algunos de sus picos más creativos y valles autoindulgentes». Keith Cameron de NME concluyó que 13 era «la declaración más inconsistente y exasperante de Blur hasta el momento. Escandalosa, porque despojarse de cuatro chatarras, 13 lo mejor de Blur». Robert Christgau otorgó al álbum una calificación de mención honorífica de tres estrellas, lo que indica «un esfuerzo agradable que los consumidores sintonizados con su visión estética o individual primordial bien pueden atesorar», y comentó que «a mitad de camino, se sienta en medio de el camino y no se moverá».
El video musical del exitoso sencillo «Coffee & TV» cimentó la reputación de Blur como una banda de culto en los Estados Unidos con su protagonista Milky. El video ganó una gran difusión en muchos canales de rock moderno en Estados Unidos.

## Premios
13 fue nominado en la categoría de Álbum del Año en los Premios NME de 2000, perdiendo ante The Soft Bulletin por The Flaming Lips. 13 también fue nominado para el Mercury Prize de 1999, siendo el segundo álbum de Blur en recibir una nominación. El premio finalmente fue entregado a Talvin Singh por OK.
13 ha recibido elogios de los críticos de música, lo que lo sitúa entre los mejores álbumes de la década de 1990, según Acclaimed Music. Algunos de estos se pueden encontrar a continuación.
El álbum ocupa el puesto 773 en Top 1000 álbumes de todos los tiempos (3ª edición, 2000).
| Publicación             | País           | Reconocimiento                                             | Año  | Posición |
| ----------------------- | -------------- | ---------------------------------------------------------- | ---- | -------- |
| Eye Weekly              | Canadá         | Álbumes del Año                                            | 1999 | 19       |
| Metal Hammer            | Reino Unido    | Los 200 Mejores Álbumes de los 90s                         | 2006 | *        |
| Melody Maker            | Reino Unido    | Álbumes del año                                            | 1999 | 2        |
| Mojo                    | Reino Unido    | Álbumes del año                                            | 1999 | 22       |
| NME                     | Reino Unido    | Álbumes del año                                            | 1999 | 19       |
| Pitchfork               | Estados Unidos | Álbumes del año                                            | 1999 | 10       |
| Pitchfork               | Estados Unidos | Top Grabaciones Favoritos de los 90s                       | 1999 | 82       |
| Pittsburgh Post-Gazette | Estados Unidos | Lo Mejor de 1999                                           | 1999 | 1        |
| Q                       | Reino Unido    | Álbumes del año                                            | 1999 | *        |
| Q                       | Reino Unido    | Los 250 Mejores Álbumes de Q (1986-2011)                   | 2011 | 98       |
| Rolling Stone           | Alemania       | Álbumes del año                                            | 1999 | 3        |
| Select                  | Reino Unido    | Álbumes del año                                            | 1999 | 11       |
| Spin                    | Estados Unidos | Los 300 Mejores Álbumes de los Últimos 30 Años (1985-2014) | 2015 | 96       |
| Village Voice           | Estados Unidos | Álbumes del año                                            | 1999 | 45       |

## Lista de canciones
Todas las letras escritas por Damon Albarn, excepto donde se indique, toda la música compuesta por Blur. 
| N.º | Título                                               | Duración |  |
| 1.  | «Tender» (letras escritas por Graham Coxon y Albarn) | 7:40     |  |
| 2.  | «Bugman»                                             | 4:47     |  |
| 3.  | «Coffee & TV»                                        | 5:58     |  |
| 4.  | «Swamp Song»                                         | 4:36     |  |
| 5.  | «1992»                                               | 5:29     |  |
| 6.  | «B.L.U.R.E.M.I.»                                     | 2:52     |  |
| 7.  | «Battle»                                             | 7:43     |  |
| 8.  | «Mellow Song»                                        | 3:56     |  |
| 9.  | «Trailerpark»                                        | 4:26     |  |
| 10. | «Caramel»                                            | 7:38     |  |
| 11. | «Trimm Trabb»                                        | 5:37     |  |
| 12. | «No Distance Left to Run»                            | 3:27     |  |
| 13. | «Optigan 1» (instrumental)                           | 2:34     |  |

## Personal
Blur
- Damon Albarn – voz, piano, teclados, sintetizadores, guitarra acústica, melódica en «B.L.U.R.E.M.I.», coros en «Coffee & TV»
- Graham Coxon – guitarra principal y rítmica, banjo, saxofón, voz principal en «Coffee & TV» y voz coprincipal en «Tender», coros
- Alex James – bajo, coros, contrabajo en «Tender»[44]
- Dave Rowntree – batería, percusión

Músicos adicionales
- The London Community Gospel Choir – vocales en «Tender»
- Jason Cox – baterías adicionales en «Battle»
- Producido por William Orbit y Blur, excepto «Trailerpark» producido por Blur
- John Smith, Jason Cox, William Orbit - ingeniería
- Gerard Navarro, Arnþór «Addi 800» Örlygsson e Iain Roberton - ingeniería adicional
- Sean Spuehler, Damian LeGassick - Programación de Pro Tools
- Masterizado por Howie Weinberg en Masterdisk, Nueva York.[45]

## Producción
Todas las pistas producidas por William Orbit, excepto «Trailerpark» producida por Blur y «I Got Law» (versión demo) producida por Damon Albarn.

## Listas y certificaciones
| Lista (1999)                        | Posición más alta |
| ----------------------------------- | ----------------- |
| Australia (ARIA)                    | 12                |
| Austria (Ö3 Austria)                | 12                |
| Bélgica (Ultratop flamenca)         | 22                |
| Bélgica (Ultratop valona)           | 29                |
| Canadá (Billboard Canadian Albums)  | 11                |
| Países Bajos (Album Top 100)        | 60                |
| European Albums (Billboard)         | 1                 |
| Finlandia (Suomen Virallinen Lista) | 17                |
| Francia (SNEP)                      | 12                |
| Alemania (Offizielle Top 100)       | 6                 |
| Nueva Zelanda (Recorded Music NZ)   | 2                 |
| Noruega (VG-lista)                  | 1                 |
| Suecia (Sverigetopplistan)          | 4                 |
| Suiza (Schweizer Hitparade)         | 12                |
| Reino Unido (UK Albums Chart)       | 1                 |
| Estados Unidos (Billboard 200)      | 80                |

| Lista (1999)    | Posición más alta |
| --------------- | ----------------- |
| UK Albums (OCC) | 43                |

| Región                                                          | Certificación | Ventas   |
| --------------------------------------------------------------- | ------------- | -------- |
| Canadá (Music Canada)                                           | Oro           | 50,000^  |
| Japón (RIAJ)                                                    | Oro           | 100,000^ |
| Nueva Zelanda (RMNZ)                                            | Platino       | 15,000^  |
| Reino Unido (BPI)                                               | Platino       | 300,000^ |
| Estados Unidos (Nielsen SoundScan)                              | —             | 136,000  |
| ^ Las cifras de envíos se basan únicamente en la certificación. |               |          |